# Nogometni klub Solin
Il Nogometni klub Solin, conosciuto semplicemente come Solin, è una squadra di calcio di Salona, città della regione spalatino-dalmata (Croazia).

## Storia
Il club viene fondato nel 1919 come Dioklecijan (Diocleziano) ed il primo presidente è Marin Kljaković-Šantić. Nel 1924 cambia nome in Jadro (è il fiume che bagna Salona) e nel 1931 Solin; nel 1937 viene sciolto dalle autorità del tempo. Viene rifondato nel 1945 come Naprijed, nel 1946 Cement, per poi ritornare Solin nel 1951. Dopo l'indipendenza della Croazia cambia il nome più volte, a seconda degli sponsor, fino al 2004 quando riprende il nome attuale.
Il più grande successo del club è la vittoria della Hrvatska republička liga nel 1981 e la promozione in 2. Savezna liga, dove milita per due stagioni. I principali giocatori di quel periodo sono Petar e Mladen Kalinić, Ivica Bubić, Siniša Vitez, Ante Bogdanić, Ivica Mikelić, Ante Matende, Joško Ban, Velimir Romc, Vjačeslav Križević, Joško Duplančić, Davor Mladin, Željko Uvodić, Ivica Matković, l'allenatore Kaj Grubišić ed il presidente Ivan Milišić. Precedentemente, nel 1974 con Stanko Poklepović in panchina, vince il campionato della Dalmazia, mentre nel 1978 vince il girone Sud della lega croata ma fallisce gli spareggi-promozione contro il Segesta.
Nei campionati della Croazia indipendente il Solin milita sempre (eccetto due stagioni) in seconda divisione. Nel 2001 sfiora la promozione in Prva liga, nello spareggio contro il Marsonia vince 5–2 in casa, ma perde 0–3 in trasferta e viene punito dalla regola dei gol in trasferta.
Il Solin vince per 17 volte la Kup Općine Split, nel 1977 vince la Hrvatski amaterski Kup (coppa Croazia dilettanti) che lo qualifica alla Kup Maršala Tita 1977-1978 ove viene eliminato dalla Stella Rossa che vince 6–3 al Marakana.

### Nomi
- 1919 : Dioklecijan
- 1924 : Jadro
- 1931 : Solin
- 1945 : FD Naprijed
- 1946 : FD Cement
- 1951 : NK Solin
- 1991 : NK MAR Solin
- 1995 : NK Solin Kaltenberg
- 1997 : NK Solin
- 1999 : NK Solin Građa
- 2004 : NK Solin

## Palmarès

### Competizioni nazionali
- Hrvatska republička liga: 2

1977-1978 (girone Sud), 1980-1981

## Strutture

### Stadio
Il Stadion pokraj Jadra ("stadio vicino al Jadro") si trova a Salona ed ha una capienza di circa 2500 spettatori. Negli anni '70 poteva contenere 7000 spettatori.

## Vecchie glorie

### Giocatori
- Duje Biuk
- Stjepan Andrijašević
- Mate Baturina
- Dragutin Čelić
- Darko Dražić
- Vlatko Đolonga
- Drago Gabrić
- Tonči Gabrić
- Mirsad Hibić
- Mirko Hrgović
- Ivica Huljev
- Janko Janković
- Joško Jeličić
- Tonči Martić
- Branko Miljuš
- Romano Obilinović
- Ivan Režić
- Giovanni Rosso
- Ivo Šeparović
- Luka Vučko
- Zoran Vujčić
- Igor Jelavić
- Giovanni Rosso
- Franko Bogdan
- Kajo Grubišić
- Ivica Kalinić
- Andrej Živković
- Tomislav Nakić
- Ivan Režić
- Perica Glavinić
- Miroslav Lauš
- Damir Maretić
- Nenad Uvodić
- Željko Uvodić
- Živko Drašković
- Nikola Kalinić
- Lovre Kalinić
- Nikola Moro
- Tonio Teklić
- Stipe Radić

### Allenatori
- Leo Lemešić
- Stanko Poklepović
- Ivan Pudar
- Milan Viđak